# 北部方面教育連隊
北部方面教育連隊（ほくぶほうめんきょういくれんたい、JGSDF Northern Army Training Regiment:NATngR）は、東千歳駐屯地に駐屯していた北部方面隊直轄の教育部隊で、2011年（平成23年）4月21日に廃止された。

## 概要
教育の集約一元化を目的として第1陸曹教育隊と第3教育連隊を統合して編成した。
連隊本部庁舎は旧第1陸曹教育隊のものを引き継いでおり、入口には旧第1陸曹教育隊の教育理念を表した「積極果敢 進んで難局にあたる」と記されたプレートが掲げられている。
2011年（平成23年）4月、即応予備自衛官訓練を主体に行う1個普通科連隊（第52普通科連隊）と1個陸曹教育隊、1個教育大隊を基幹とする北部方面混成団に改編のため廃止となった。

## 沿革
前身である第1陸曹教育隊に関しては当該記事を参照
- 2004年（平成16年）3月29日：第1陸曹教育隊を母体に第3教育連隊から1個共通教育中隊を併合し東千歳駐屯地において編成完結。防衛大臣政務官より自衛隊旗授与。
- 2011年（平成23年）4月21日：北部方面混成団への改編に伴い北部方面総監へ自衛隊旗を返還・廃止。

## 部隊編成
- 北部方面教育連隊本部→北部方面混成団本部へ移行
  - 総務科
  - 訓練科
  - 管理科「北方教-本」
- 第1共通教育中隊「北方教-1」→ 第1陸曹教育隊隷下へ
  - 普通科・特科を除く職種の陸曹候補生課程と陸曹基礎英語課程を担任。
- 第2共通教育中隊「北方教-2」→ 第120教育大隊（真駒内駐屯地）へ改編（採用制度変更により、新隊員前期（女子）課程→自衛官候補生（女子）課程に変更）
  - 新隊員（一般2等陸士）前期課程（男子・女子）および予備自衛官補の教育を担任。
- 普通科教育中隊「北方教-普」→ 第1陸曹教育隊隷下へ
  - 普通科職種の陸曹候補生課程と初級陸曹課程（陸曹として必要な各職種・特技の教育）を担任。
- 特科教育中隊「北方教-特」→ 第1陸曹教育隊隷下へ
  - 特科職種のの陸曹候補生課程と初級陸曹特技課程を担任。
- 上級陸曹教育中隊「北方教-上」（倶知安駐屯地）→ 第1陸曹教育隊隷下へ
  - 1等陸曹昇任者のための管理職教育（陸曹上級課程）を担任。

## 北部方面教育連隊長
| 代 | 氏名     | 在任期間               | 出身校・期 | 前職                         | 後職                             |
| -- | -------- | ---------------------- | ---------- | ---------------------------- | -------------------------------- |
| 1  | 時吉伸一 | 2004.3.29 - 2006.12.5  | 防大19期   | 第3教育連隊長                | 相馬原駐屯地業務隊長             |
| 2  | 山本由春 | 2006.12.6 - 2008.11.30 | 防大23期   | 北部方面総監部人事部募集課長 | 第11旅団司令部付 →2009.3.20 退職 |
| 3  | 野口利保 | 2008.12.1 - 2010.12.1  | 防大22期   | 中央即応集団司令部監察官     | 退職・陸将補                     |
| 末 | 普家俊哉 | 2010.12.1 - 2011.4.21  | 防大26期   | 東部方面指揮所訓練支援隊長   | 北部方面混成団副団長             |

## ギャラリー

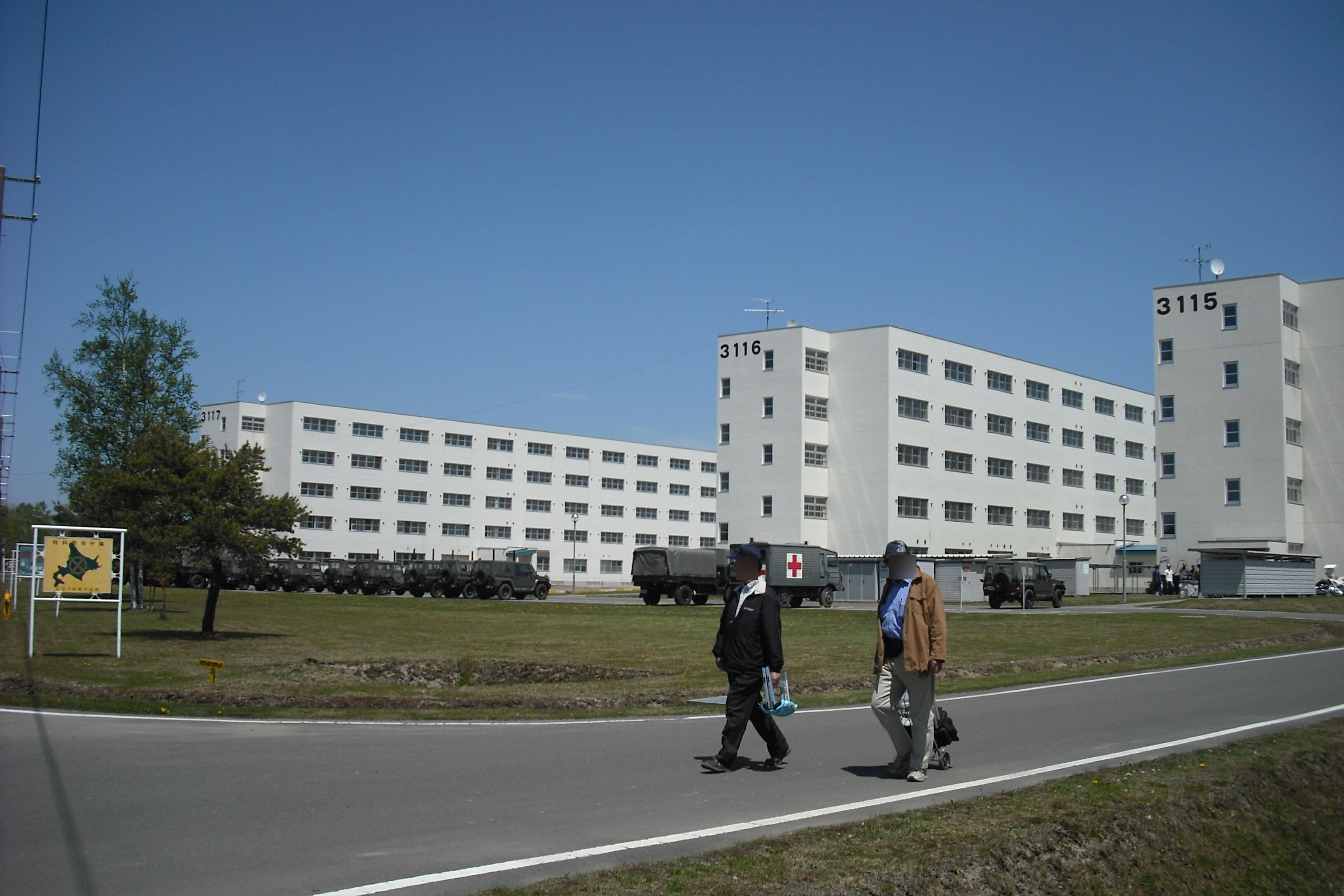
隷下中隊の隊舎及び教官・助教・学生の生活隊舎、右側の隊舎は本部隊舎改築に伴い連隊本部が仮入居している。
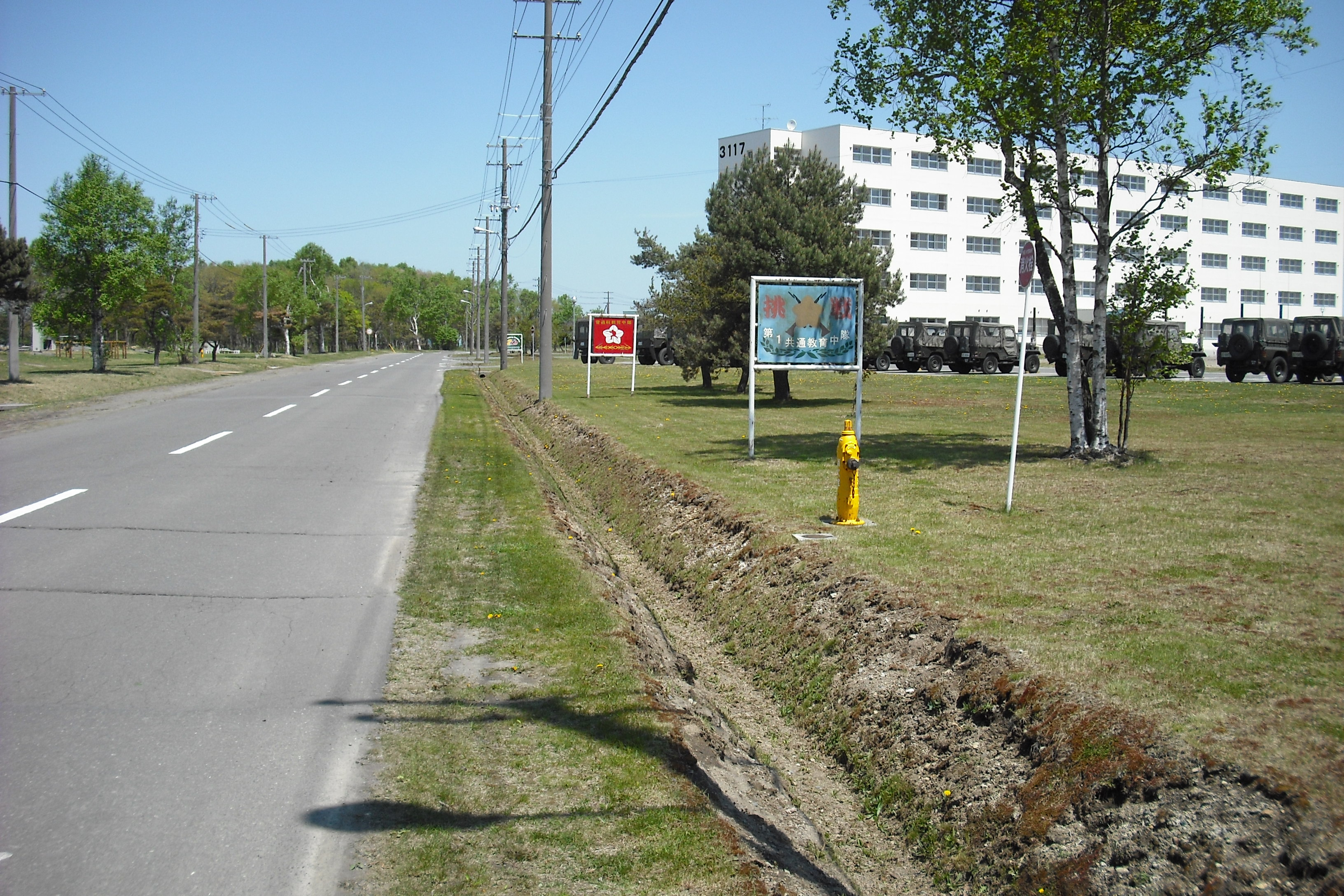
第1共通教育中隊の看板
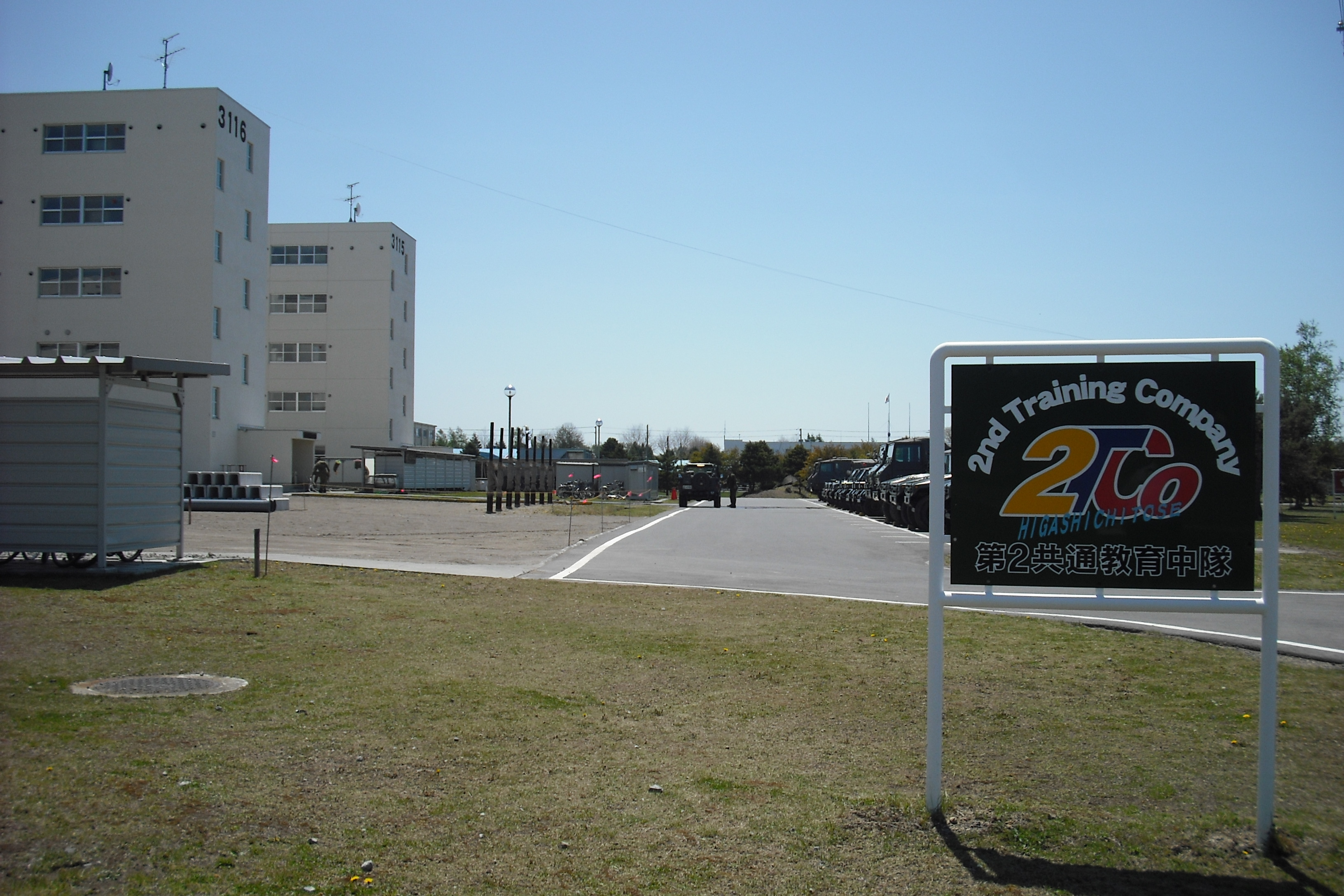
第2共通教育中隊の看板
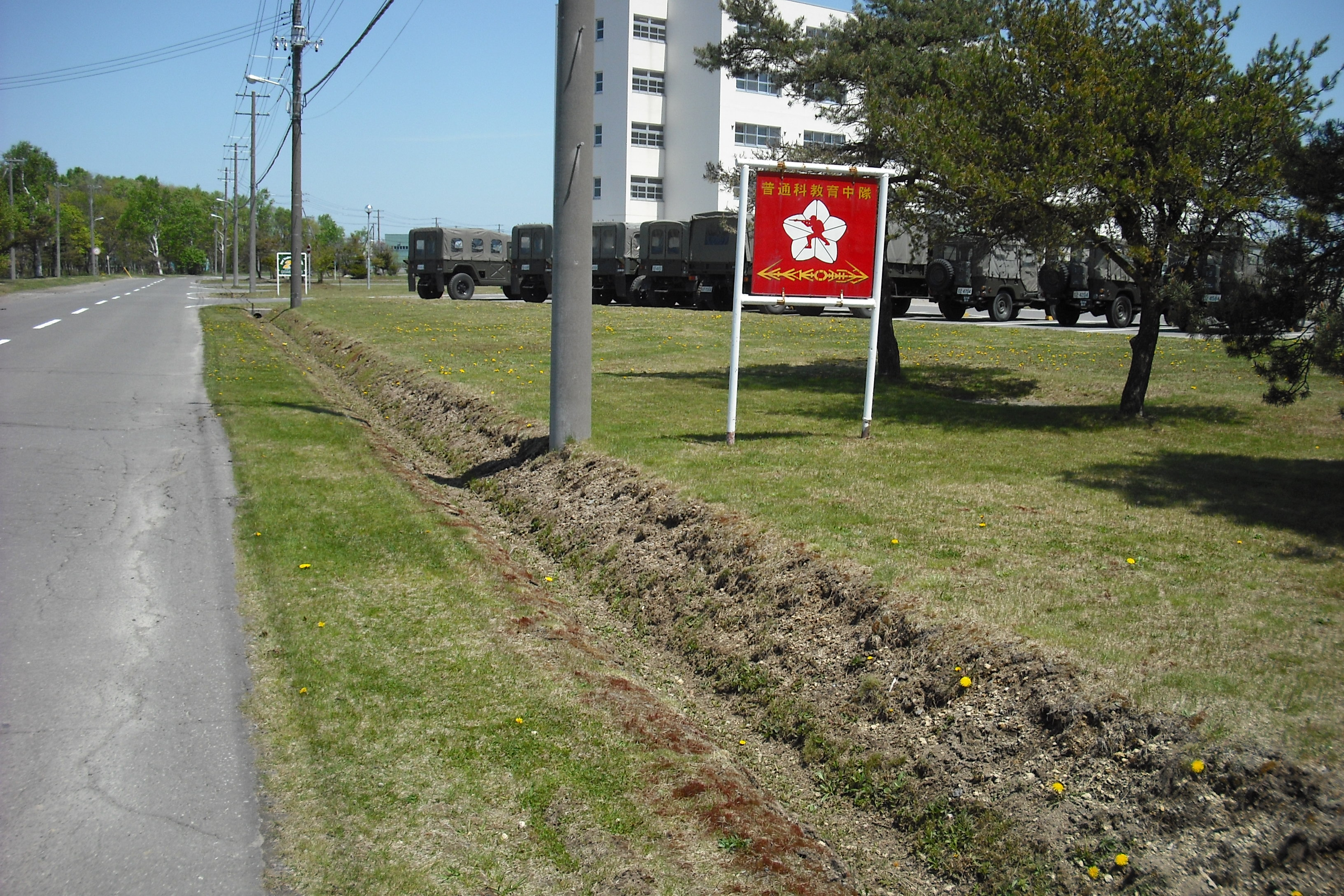
普通科教育中隊の看板
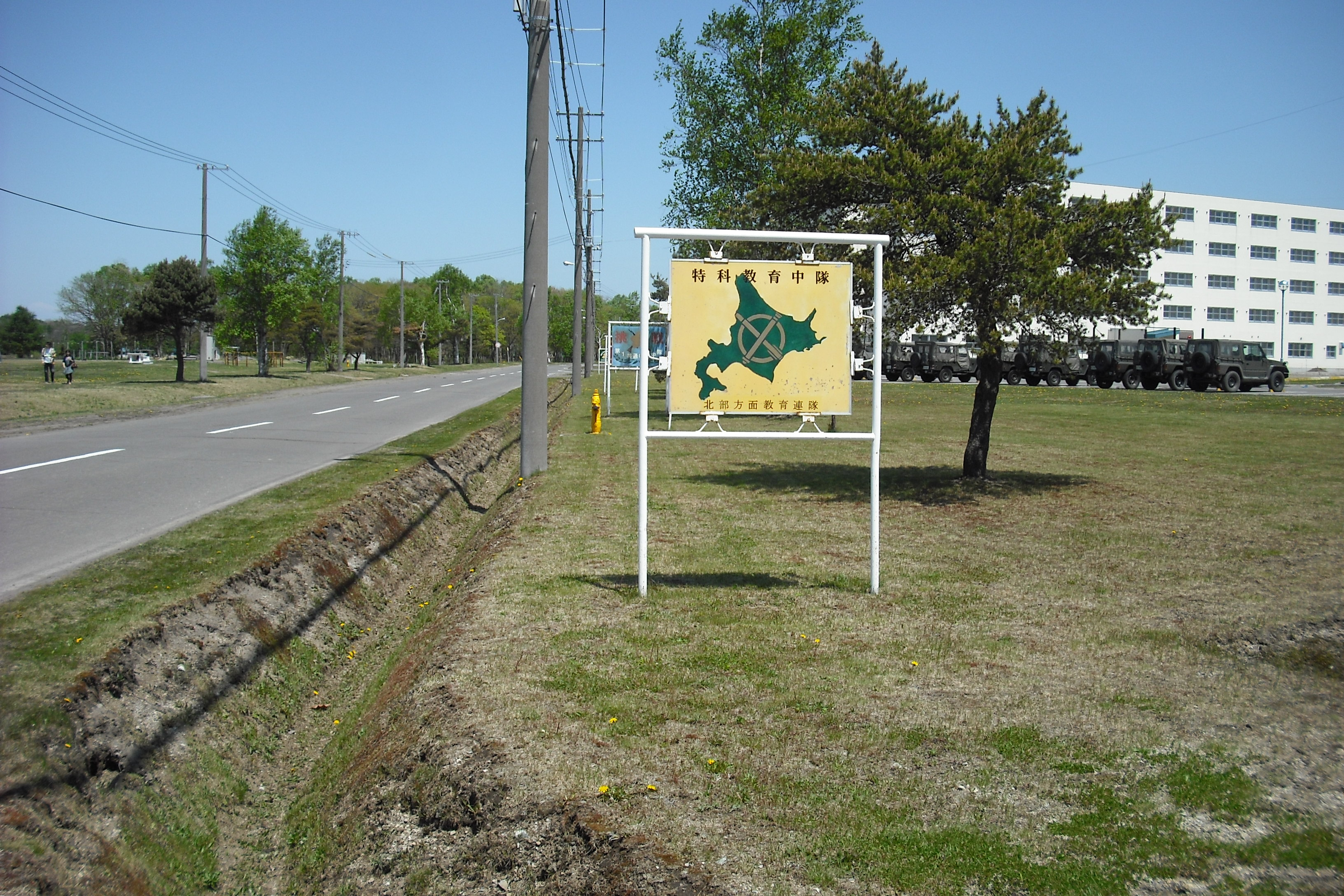
特科教育中隊の看板